# ماریا کانتول
ماریا کانتول (به انگلیسی: Maria Cantwell) (زادهٔ ۱۳ اکتبر ۱۹۵۸) سناتور ایالت واشینگتن در سنای ایالات متحده آمریکا است که برای نخستین‌بار در ۳ ژانویه ۲۰۰۱ به‌عضویت این مجلس درآمد. وی در زمرهٔ سناتورهای گروه اول است که تنها دو سال در سنا حضور دارند و در انتخابات بعدی نیز مجدداً می‌توانند شرکت کنند و تا تاریخ ۳ ژانویه ۲۰۱۹ در این مجلس خواهد بود.